# عمرو بن الطفيل بن عمرو الدوسي
عمرو بن الطفيل بن عمرو بن طريف الدَّوْسيّ صحابي أسلم بعد أبيه الطفيل بن عمرو الدوسي، شهد عمرو مع أَبيه معركة اليمامة، فقطعت يده يومئذ، وقتل في معركة اليرموك.

## مواقفه
- أرسله النبي إلى خيبر يستمدهم، فقال عمرو: «قد نشب القتال يا رسول الله، تغيبي عنه؟! فقال رسول الله ﷺ: "أَمَا تَرْضَى أَنْ تَكُونَ رَسُولَ رَسْولِ الله"؟»[2]
- خرج مع المسلمين مجاهدًا في حروب الردة، وانتصر المسلمون على طليحة بن خويلد الأسدي، ثم ساروا إلى اليمامة، فاستشهد أبوه الطفيل بن عمرو الدوسي بها، وجُرح عمرو وقُطعت يده، ثم صحّ؛ فبينما هو مع عمر بن الخطاب إذ أتي بطعام فتنحَّى، فقال: «مالك؟ لعلك تتحفّظ لمكان يدِك؟ قال: أجل. قال لا والله لا أذوقه حتى تَسوطه بيدِك»، ففعل ذلك، ثم خرج إلى الشام مجاهدًا؛ فاستشهد باليرموك.[2]